# Дашті-Наумід
Да́шті-Наумі́д, Деште-Наомід — глинисто-солончакова пустеля на Близькому Сході, на сході Ірану біля межі з Афганістаном. Частково обводнена річкою Ферхуд та її притоками. Займає широку міжгірську западину на схід від Східно-Іранських гір.
Кам'янисті і глинисті рівнини, солончаки. Розріджена полино—солянкова рослинність, місцями зарості чорного саксаулу, на західній окраїні — смуга степів.
Відгінне тваринництво (вівці, верблюди).